# Лалуш
Лалуш войвода е български хайдутин, действал в района на Кожух планина през XVI век.

## Биография
Лалуш е роден в някое от щипските села по долината на река Крива Лакавица, днес Северна Македония. Сестрин син е на Чавдар войвода и става байрактар в дружината му. Според преданията, отразени в народните песни, Софийският паша пленява Чавдар, но Лалуш заставя пашата да освободи чичо му.